# Anagastes
Anagastes (eingedeutscht teils Anagast, latinisiert Anagastus) war ein spätantiker magister militum (Heermeister) des Oströmischen Reiches im 5. Jahrhundert.
Anagastes war vielleicht hunnischer Herkunft. Sein Name war jedoch gotisch und könnte ursprünglich *Anagasts gelautet haben. Er war ein Sohn des Arnegisclus, der bereits in den 440er Jahren magister militum gewesen war. Sein Vater war im Krieg gegen die Hunnen unter Attila im Jahr 447 gefallen.
Anagastes begegnet in den Quellen zum ersten Mal als magister militum per Thracias (Befehlshaber der Truppen in Thrakien), wohl im Jahr 469, also in der Regierungszeit des Kaisers Leo I. Zu dieser Zeit drohte Attilas Sohn Dengizich, mit seinen Hunnen über die Donau ins römische Pannonien einzufallen. Anagastes versuchte ihn zunächst durch Unterhandlungen davon abzuhalten; Dengizich wies jedoch seine Unterhändler schroff zurück. Im Zusammenhang mit den Verhandlungen mit den Hunnen erhoben sich auch die Goten. Anagastes und die magistri militum Ostryes, Basiliskos und Aspar schlugen deren Aufstand jedoch brutal nieder. Dengizich entschloss sich schließlich tatsächlich zum Angriff auf Pannonien. Es gelang Anagastes jedoch, Dengizich gefangen zu nehmen und zu töten. Seinen Kopf ließ er nach Konstantinopel schicken.
Die weiteren Ereignisse werden von Johannes von Antiochia überliefert. Wohl nicht zuletzt wegen seiner erfolgreichen Kriegszüge wurde Anagastes das Konsulat für das Jahr 470 angetragen. Er lehnte jedoch mit dem Hinweis ab, seine Epilepsie würde ihm einen Auftritt im Senat unmöglich machen. Als daraufhin aber der Heermeister Flavius Iordanes das Konsulat für 470 erhalten sollte, erregte er (wohl noch im Jahr 369) einen Aufstand. Iordanes war der Sohn des vandalischen Heermeisters Johannes, den Anagastes’ Vater Arnegisclus im Jahr 441 hingerichtet hatte. Die genauen Umstände ihrer Rivalität sind aber unklar; ein früher in der Forschung häufig angenommener ethnischer Konflikt muss nicht im Vordergrund gestanden haben. Vermutlich war eher ein Konflikt zwischen den verschiedenen am oströmischen Hof Leos I. um Macht konkurrierenden Familiengruppen der Heermeister der Auslöser (siehe auch Magister militum#Der „Militäradel“). Dabei lassen sich eine alanisch-germanische Gruppe um Aspar und eine isaurisch-römische um den Kaiser Leo I. und den Heermeister Zenon ausmachen. Anscheinend legte Anagastes seinen Konflikt mit Iordanes bei und wechselte die Seiten, indem er die Briefe, die Aspars Sohn Ardabur ihm angeblich geschickt hatte, um ihn aufzuhetzen, an den Kaiser weitergab.